# Георг Прусский
Фридрих Вильгельм Георг Эрнст Прусский (нем. Friedrich Wilhelm Georg Ernst von Preußen; 12 февраля 1826, дворец Егерхоф под Дюссельдорфом — 2 мая 1902, Берлин) — прусский принц, генерал кавалерии, писатель.

## Биография
Георг — младший сын Фридриха Прусского и Луизы Ангальт-Бернбургской. Брат Александра Прусского.
Провёл юность на Рейне, где служил его отец, во дворце Егерхоф. Путешествовал по Великобритании, Франции и Италии, увлёкся искусством и литературой и обнаруживал музыкальные таланты. Его не привлекала военная карьера, тем не менее, в соответствии с семейной традицией Георг в звании секонд-лейтенанта поступил 12 февраля 1836 года на службу в 1-й гвардейский пехотный полк прусской армии. В 1861 году стал шефом 1-го померанского уланского полка, в 1866 году получил звание генерала кавалерии. В 1866 году его полк воевал в Прусско-австрийскую войну, а в 1870—1871 годах — во Франко-германскую войну, принц Георг не принимал активного участия в сражениях.
В 1843 году Георг приступил к занятиям в Боннском университете, в 1850-е годы переехал в Берлин, где был вхож в салон Минны фон Тресков, которая убедила принца опубликовать свои сочинения. В 1872 году Георг анонимно опубликовал автобиографию «Пожелтевшие листки», в других поэтических и драматических сочинениях пользовался псевдонимами «Георг Конрад» и «Гюнтер фон Фрейберг». В 1873 году стал покровителем Всеобщего объединения немецкой литературы, в 1874 году — Исторического музея города Дюссельдорфа. В том же году был избран президентом Академии общеполезных наук в Эрфурте. Свою обширную библиотеку в 6 тыс. томов Георг завещал библиотеке Боннского университета. Принц Георг был похоронен в часовне крепости Рейнштейн.

## Сочинения
- Elfrida von Monte Salerno (драма) 1874
- Cleopatra (трагедия) 1877
- Phädra (трагедия) 1877
- Elektra (пьеса) 1877
- Revenue de tout 1877
- Rudél et Mélisande (трагедия) 1877
- Don Sylvio (трагедия) 1877
- Der Alexanderzug (фантастическая трагедия) 1877
- Der Talisman (трагедия) 1877
- Alexandros (трагедия) 1877
- Umsonst oder Christine, König von Schweden (трагедия) 1877
- Arion (трагедия) 1877
- Wo liegt das Glück? (комедия) 1877
- Bianca Capello 1877
- Yolanthe (трагедия) 1877
- Lurley (трагедия) 1877
- Adonia 1877
- Medea (трагедия) 1877
- Suleiman (Nachspiel) 1877
- Ferrara (трагедия) 1878
- Mademoiselle Esther (драма) 1883
- Catharina von Medici (историческая драма) 1884
- Sappho (драма) 1887
- Conradin (трагедия) 1887
- Praxedis (драма) 1896
- Raphael Sanzio (драма) 1896